# Novi Mikanovci
Novi Mikanovci is een plaats in de gemeente Stari Mikanovci in de Kroatische provincie Vukovar-Srijem. De plaats telt 677 inwoners (2001).